# Dolmen de Coubernard
Le dolmen de Coubernard, appelé aussi dolmen de la Pierre du Charnier ou Pierre au Loup, est un  dolmen situé à Saint-Aigny dans le département français de l'Indre.

## Historique
Le dolmen a échappé à la destruction grâce à son acquisition par Eugène Planté, notaire à Concremiers.

## Description
Le dolmen est de petite taille, sa hauteur ne dépasse pas 1,10 m, mais il comporte une unique table de couverture massive (2,30 m de long sur 2 m de large et épaisse de 0,40 à 0,60 m) dont le poids est estimé à 4 tonnes. La dalle repose d'un côté sur un curieux pilier en forme de « Y » (0,60 m de hauteur sur 0,90 m de large) et de l'autre sur de petites dalles qui ne correspondent vraisemblablement pas à d'anciens supports.

## Folklore
Selon la légende, la dalle de couverture est une pierre perdue par une fée qui la transportait pendant la nuit et l'aurait laissé tomber en entendant le chant du coq. Selon la tradition, le pilier fourchu serait les cornes du Diable pétrifiées.